# Hege Skjeie
Hege Skjeie (Kristiansand, 15 de maig de 1955 – 5 d'octubre de 2018) fou una politòloga i activista política feminista noruega.

## Trajectòria
L'any 1992 es doctorà en Ciències polítiques i l'any 1997 fou contractada com a professora associada de ciència política a la Universitat d'Oslo. L'any 2000 fou promoguda a professora, i per això esdevingué la primera dona professora de ciències polítiques de Noruega. L'any 2010 fou seleccionada com a presidenta de la Comissió d'Igualtat (també coneguda com la Comissió Skjeie) pel Govern de Noruega, establerta per un decret reial el 12 de febrer de 2010 per tal d'informar sobre les polítiques d'igualtat de Noruega.
Treballà com a investigadora a l'Institut Noruec de Recerca Social entre 1984 i 1997, i anteriorment com a becària visitant a la Universitat Harvard entre 1988 i 1989. Posteriorment també desenvolupà tasques de professora adjunta a la Universitat d'Aalborg entre 2008 i 2012. També fou columnista al diari Dagens Næringsliv.
L'any 2017 fou guardonada amb el premi europeu "ECPG d'assoliment professional en gènere i política". Cada any s'atorga el premi a un acadèmic que hagi contribuït especialment en el desenvolupament del camp de gènere i política. Skjeie rebé el premi pel seu desenvolupament innovador de la teoria en termes d'igualtat de gènere, dret i política. Els membres del jurat destacaren especialment la seva contribució al desenvolupament de la teoria i la política interseccional.

## Obres seleccionades
- «National implementation of human rights: a threat to "representative democracy"?» a Gender Equality, Citizenship and Human Rights. Controversies and Challenges in China and the Nordic Countries (2010)
- «Policy views on the incorporation of human right conventions - CEDAW in Norwegian law» a Nordisk tidsskrift for menneskerettigheter (2009)
- «Intersectionality in practice? Anti-discrimination reforms in Norway» a International feminist journal of politics (2009)
- «Kjønnsrelatert forfølgelse som grunnlag for asyl, I» a Kjønn, krig, konflikt. Jubileumsbok til Helga Hernes (2008)
- «Tracks, intersections and dead ends - Multicultural challenges to state feminism in Denmark and Norway» a Ethnicities (2008)
- «Multiple equality claims in the practice of the Norwegian anti-discrimination agencies» a European Union Non-discrimination Law. Comparative perspectives on multidimensional equality law (2008)
- «Religious exemptions to equality» a Contesting Citizenship (2008)
- «Headscarves in schools: European comparisons» a Religious pluralism and human rights in Europe: Where to draw the line? (2007)
- «Religious exemptions to equality» a Critical Review of International Social and Political Philosophy (2007)
- «Behov for balanse» a Tidsskrift for kjønnsforskning (2007)
- «Likestilling og minoritetspolitikk» a Tidsskrift for kjønnsforskning (2007)
- «Equality law and religious gender discrimination: Norwegian examples» a Gender, religion, human rights in Europe (2006)
- «Menneskerettighetene - en trussel mot demokratiet?» a Kønsrefleksioner - om magt og mangfoldighed (2006)